# غطاء جليدي

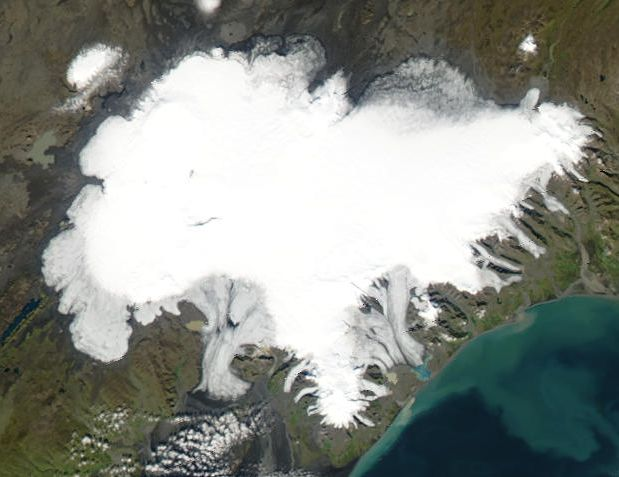
غطاء فاتنايوكوتل (Vatnajökull) الجليدي في أيسلندا.

الغطاء الجليدي (أو قلنسوة الجليد) هو كتلة من الجليد تغطي مساحة من الأرض أقل من 50 ألف كم2، وغالباً ما تستخدم لوصف الجليد الذي يغطي المناطق المرتفعة؛ بالمقابل، فإن كتل الجليد التي تغطي مناطق أكثر من 50 ألف كم2 فتدعى باسم الصفيحة الجليدية.
لا يقتصر وجود الغطاء الجليدي على طبوغرافيا وتضاريس معينة، إذ يمكن أن تغطي أعالي الجبال مثلاً. بالمقابل، فإن الكتل الجليدية ذات الحجم المتقارب والتي تكون محصورة ضمن ميزات طوبوغرافية معينة تدعى باسم حقل جليدي. تكون قمة الغطاء الجليدي عادة مركزة في أعلى نقطة من النجد التي تغطيه.
يعرف الغطاء الجليدي الذي يغطي منطقة ذات عرض جغرافي مرتفع، أي في منطقة القطب جغرافي، باسم غطاء جليدي قطبي، على الرغم من أنه أحياناً يغطي مساحة تفوق المساحة المعرفة له، إلا أن هذا المصطلح واسع الاستخدام في المجال الإعلامي.
من الأمثلة على الأغطية الجليدية المشهورة غطاء فاتنايوكوتل (Vatnajökull) الجليدي في أيسلندا.

## اقرأ أيضاً
- صفيحة جليدية
- تضاريس جليدية